# Mariano Barranco y Caro
Mariano Barranco y Caro (1850-1917) fue un escritor y periodista español.

## Biografía
Nació en 1850. Escritor valenciano, fue autor de muchas obras dramáticas, según Ossorio y Bernard muy aplaudidas. Por los años de 1876 a 1880 fue redactor auxiliar de la Gaceta de Madrid. También fue colaborador de La Época, La Niñez y otras publicaciones periódicas. Falleció el 26 de julio de 1917.